# Regne d'Igala
El Regne d'Igala Regne, també conegut com a Regne d'Idah, fou un estat pre-colonial africà en el que és ara Nigèria i avui dia un regne tradicional. El regne va ser fundat pels igales (singular igala), un poble que viu al nord dels igbos, amb la seva capital a Idah. Fou fortament influït pels regnes Ioruba, Bini i Jukun.

## Ata
El primer "Ata", el títol donat al governant del regne, fou Ebule- Jonu, una dona; va ser succeïda pel seu germà Agana- Poje, el pare de Idoko. Aquest Idoko més tard el va succeir amb el títol d'Ata, i va tenir dos fills, Atiyele i Ayegba om'Idoko (Ayegba fill d'Idoko), Atiyele el primer fill d'Idoko va emigrar a l'est del regne per establir el regne d'Ankpa mentre Ayegba, el segon fill, va succeir al seu pare com Ata'Gala. Va dirigir una guerra contra el regne de Jukun, obtenint una notable victòria. Modernament el darrer ata fou Idakwo Micheal, designat el desembre del 2012.
La monarquia d'Igala rotava entre quatre branques del clan reial. El regne d'Igala va ser fundat per Abutu- Eje en el segle VII. El regne va ser governat per nou alts oficials anomenats Igala Mela que eren custodis del santuari de la Terra sagrada.

## Història
El regne d'Igala va sobreviure fins al segle xix, esdevenint un protectorat britànic el 1901.

### Llista dels ata d'Igala
- .... - .... Abutu Eje
- .... - .... Ebelejonu (f)
- .... - .... Agenapoje
- .... - .... Idoko
- .... - .... Ayagba om Idoko
- .... - .... Akumabi om Ayagba (Onu)
- .... - .... Akogu om Ayagba
- .... - .... Ocoli om Ayagba (Ohiemi Obogo)
- .... - .... Agada Elame om Ayagba
- .... - .... Amaco om Akumabi
- .... - .... Itodo Aduga om Akumabi
- .... - .... Ogala om Akogu
- .... - .... Idoko Adegbe om Ocoli
- .... - .... Onuce om Amaco
- .... - 1835 Ekalaga om Ogala
- 1835 - 1856 Amoceje om Itodo
- 1856 - 1870 Odiba om Idoko
- 1870 - 1876 Okoliko om Onuce
- 1876 - 1900 Amaga om Ekalaga
- 1900 - 1903 Oceje Onokpa om Amoceje
- 1905 - 1911 Ame Oboni om Odiba
- 1911 - 1919 Oguce Akpa om Okoliko
- 1919 - 1926 Atabo om Amaga
- 1926 - 1945 Obaje om Oceje
- 1945 - 23 de juny de 1956 Umaru Ame Akpoli om Oboni
- 20 d'octubre del 1956 - 16 de juliol del 2012 Aliyu om Obaje
- Desembre del 2012 - Idakwo Michael Ameh Oboni